# تمارين غرين
تمارين غرين (بالإنجليزية: Tamaryn Green)‏ (من مواليد 19 أغسطس 1994) عارضة أزياء وحاملة لقب ملكة جمال جنوب أفريقيا بعدما توجت بميابقة ملكة جمال جنوب أفريقيا 2018. وقد مثلت بلدها جنوب أفريقيا في مسابقة ملكة جمال الكون 2018 وحلت في الوصيفة الأولى في المسابقة.

## نشأتها
ولدت غرين في 19 أغسطس 1994 في ورسستر ، ويسترن كيب لأبوين ديفيد غرين وإليرين غرين. انتقلت العائلة إلى بارل عندما كان غرين في التاسعة من عمره. هي من أصل كيب ملون. عمل والدها مستشارًا للمناهج الدراسية في حين عملت والدتها معلمة. التحقت تمارين غرين بمدرسة نيو أورليانز الثانوية في بارل. ومن ثم التحق كطالبة طب في جامعة كيب تاون. في يونيو 2015 ، تم تشخيص إصابتها بالسل أثناء دراستها. تم علاجها في ديسمبر 2015.